# سرانجام
سرانجام أو كلام الخزانة (بالكردية: سەرەنجام)‏ هو الكتاب المقدس للديانة اليارسانية المعروفة أيضا بالكاكائية في العراق وهو مكتوب باللغة الكردية القديمة في القرنين السابع والثامن الهجري ويتكون من ستة أجزاء. ويعتبر عند أتباعه وحيا منزلا، ويرون فيه تعاليم كاملة، ونهجا قويما، ومرشدا لهم في الحياة، يستندون إليه في حل كل مسائلهم الدينية والدنيوية. وقام بكتابته سلطان إسحاق لاتباعه ومريديه.

## مضمونه
تضمنت بعض مواضيع سرانجام الحكم وتسمى (علم الأعلى)، واصطلاحات فلسفية يصعب على كل إنسان إدراكها. وقد جاء في مقدمته، أنه يجب ألا يطلع على مضامين الكتاب المقدس كل من كان، وأنه يجب ترتيله برموز، ولا يجوز تداوله من قبل أناس غير أهل له، أو غير لائقين.ويشير كاتبه إلى مرموزية الحكمة، ويبين أنه يجب الحديث فيها في لبوس الرموز والأسرار والكنايات، ولا ينبغي بيانها مكشوفة للعامة، حيث يقول: «لا تكشفوا الأسرار، فيا أيها الياران (الأنصار) إياكم وكشف الأسرار، فالحكمة يتلقاها الأهل برموز، لئلا تحترقوا في محرقة أعمالكم».